# K5 권총
K5 권총은 대한민국의 대우정밀공업(지금의 S&T모티브)에서 1984년부터 1988년 5월까지 개발한 후 1989년부터 보급한 권총이다. 그 전에는 미군 제식권총인 M1911 권총을 한국군 제식권총으로 사용했다. K5 권총은 한국군 장교와 전차병과 특수부대, 경찰 특수기동대에 주로 보급되며, 미국과 유럽에서는 DP-51이라는 이름으로 판매하려 했으나 좌절되고 개량을 거친 모델인 LH9이 수출되고 있다.
파생형으로 DP-51C와 .40 S&W 탄환을 사용하는 DP-40이 있다. 또한 LH9과 여기에 레일을 장착한 LH9 Mk II도 있다.

## 같이 보기
- K2 소총
- 콜트 M1911